# Trinity Tutti
Trinity Tutti (* 3. Mai 2000) ist eine kanadische Leichtathletin, die sich auf den Diskuswurf spezialisiert hat, aber auch im Kugelstoßen an den Start geht.

## Sportliche Laufbahn
Erste Erfahrungen bei internationalen Wettkämpfen sammelte Trinity Tutti im Jahr 2017, als sie bei den Commonwealth Youth Games in Nassau mit einer Weite von 17,82 m die Goldmedaille im Kugelstoßen gewann und auch im Diskusbewerb mit 49,57 m siegte. Im Jahr darauf schied sie bei den U20-Weltmeisterschaften in Tampere in beiden Bewerben mit 14,54 m bzw. 47,81 m in der Qualifikationsrunde aus. Im Jahr darauf siegte sie bei den U20-Panamerikameisterschaften in San José mit 15,95 m im Kugelstoßen und sicherte sich mit dem Diskus mit 54,87 m die Silbermedaille. 2020 siegte sie mit 55,89 m beim Sydney Track Classic und 2022 verpasste sie bei den Weltmeisterschaften in Eugene mit 54,36 m den Finaleinzug.
In den Jahren 2021 und 2022 wurde Tutti kanadische Meisterin im Diskuswurf.

## Persönliche Bestleistungen
- Kugelstoßen: 17,24 m, 9. August 2019 in Kutztown (kanadischer U20-Rekord)
  - Kugelstoßen (Halle): 16,74 m, 13. März 2021 in Toronto
- Diskuswurf: 59,44 m, 3. Juli 2021 in Hamilton